# العلاقات الوسط إفريقية اللاوسية
العلاقات الوسط أفريقية اللاوسية هي العلاقات الثنائية التي تجمع بين جمهورية أفريقيا الوسطى ولاوس.

## مقارنة بين البلدين
هذه مقارنة عامة ومرجعية للدولتين:
| وجه المقارنة                                              | جمهورية أفريقيا الوسطى      | لاوس        |
| --------------------------------------------------------- | --------------------------- | ----------- |
| المساحة (كم2)                                             | 622.98 ألف                  | 236.80 ألف  |
| عدد السكان (نسمة)                                         | 4.66 مليون                  | 6.86 مليون  |
| الكثافة السكانية (ن./كم²)                                 | 7.48                        | 28.97       |
| العاصمة                                                   | بانغي                       | فيينتيان    |
| اللغة الرسمية                                             | لغة فرنسية، اللغة السانغوية | اللغة اللاو |
| العملة                                                    | فرنك وسط أفريقي             | كيب لاوي    |
| الناتج المحلي الإجمالي (بليون دولار)                      | 1.95 مليار                  | 16.85 مليار |
| الناتج المحلي الإجمالي (تعادل القوة الشرائية) بليون دولار | 3.03 مليار                  | 38.71 مليار |
| الناتج المحلي الإجمالي الاسمي للفرد دولار أمريكي          | 323                         | 1.82 ألف    |
| الناتج المحلي الإجمالي للفرد دولار أمريكي                 | 594                         |             |
| مؤشر التنمية البشرية                                      | 0.350                       | 0.575       |
| رمز المكالمات الدولي                                      | +236                        | +856        |
| رمز الإنترنت                                              | .cf                         | .la         |
| المنطقة الزمنية                                           | ت ع م+01:00                 | ت ع م+07:00 |

## منظمات دولية مشتركة
يشترك البلدان في عضوية مجموعة من المنظمات الدولية، منها:
| علم المنظمة | اسم المنظمة                        | تاريخ انضمام جمهورية أفريقيا الوسطى | تاريخ انضمام لاوس |
| ----------- | ---------------------------------- | ----------------------------------- | ----------------- |
|             | مؤسسة التنمية الدولية              | 27 أغسطس 1963                       | 28 أكتوبر 1963    |
|             | يونسكو                             | 11 نوفمبر 1960                      | 9 يوليو 1951      |
|             | وكالة ضمان الاستثمار متعدد الأطراف | 8 سبتمبر 2000                       | 5 أبريل 2000      |
|             | الأمم المتحدة                      | 20 سبتمبر 1960                      | 14 ديسمبر 1955    |
|             | البنك الدولي للإنشاء والتعمير      | 10 يوليو 1963                       | 5 يوليو 1961      |
|             | منظمة حظر الأسلحة الكيميائية       | ?                                   | ?                 |
|             | مؤسسة التمويل الدولية              | 1 أبريل 1991                        | 29 يناير 1992     |
|             | منظمة الشرطة الجنائية الدولية      | ?                                   | ?                 |

## وصلات خارجية
- موقع وزارة الخارجية اللاوسية